# Háj ve Slezsku (stacja kolejowa)
Háj ve Slezsku – stacja kolejowa w Háju ve Slezsku (powiat Opawa), w kraju morawsko-śląskim, w Czechach przy ulicy Bezručova 15. Stacja znajduje się na wysokości 230 m n.p.m. i leży na linii kolejowej nr 321. Powstała w 1855 wraz z otwarciem linii kolejowej. Stacja sterowana jest zdalnie, ze stacji Ostrava-Svinov.